# Iry-pat

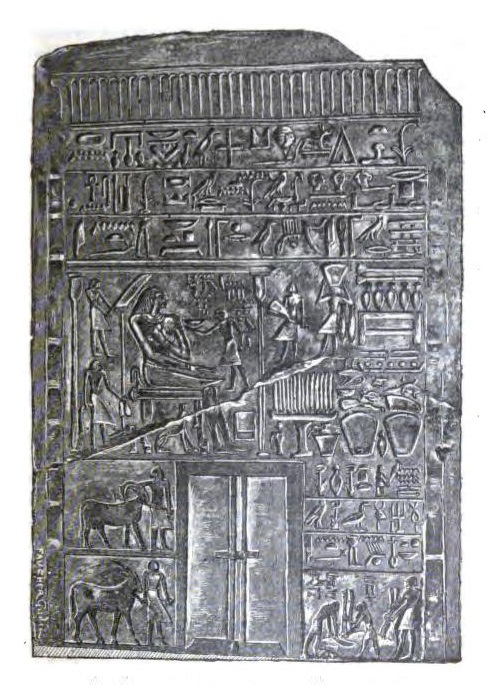
Stele di Intef il Vecchio - il titolo iry-pat compare alla fine della seconda fila di geroglifici.

Iry-pat (it. "membro dell'élite") era un titolo nobiliare dell'Antico Egitto ed indicava una posizione elevata nella gerarchia del paese.
Iry-pat era il titolo più alto alla corte del faraone e solo i funzionari più importanti potevano portarlo. Ne è attestato l'uso già nella Prima Dinastia: uno dei primi detentori fu Merka, uno dei cortigiani di re Qa'a.
Nel Nuovo Regno, il titolo era spesso precipuo del principe ereditario e faceva del detentore il secondo sovrano del paese. Pertanto a volte è tradotto come Principe ereditario o Principe della Corona. Sotto Tutankhamon, Horemheb fu ufficialmente designato iry-pat in quanto successore ma non successe al re-ragazzo poiché Ay intervenne e prese per sé il trono, mantenendolo per circa 4 anni prima che Horemheb assumesse il potere come faraone.